# Adolf II de Waldeck
Adolf II de Waldeck (Waldeck (?), 1250 – Lieja, 13 de desembre de 1302) fou comte de Waldeck des de 1270 fins a 1276 i príncep-bisbe del principat de Lieja de 1301 a 1302.
Adolf II fou el fill gran del comte Enric III de Waldeck i de Mectildis de Cuijk-Arnsberg. L'any 1270 succeí al seu avi el comte Adolf I de Waldeck. Pactà amb son germà petit Otó I de Waldeck que el que cases amb Sofia de Hessen, esdevindria comte. Va complir la paraula i abdicar el 1276 per a triar una carrera eclesiàstica: canonge a Lieja, prebost a Trèveris i Utrecht. L'1 de setembre de 1301 va ser elegit príncep-bisbe de Lieja.
El seu regne força curt es passava a un període molt mogut a Lieja com als feus veïns, el ducat de Brabant i el comtat de Flandes (Batalla de les esperons d'or) quan el tercer estat començà a revoltar-se. Al principat, Huy i Fosses-la-Ville van insurgir-se al mateix any i les forces bisbals van haver de restablir l'orde.
El papa Bonifaci VIII va dictar una butlla contra la usura. En veure el poc de zel dels regidors de la ciutat que semblaven protegir els llombards, Adolf hauria intervingut personalment amb una seva milícia per a caçar-les fora de la vila. Segons certes fonts, seria mort enverinat pels llombards.